# 太平山森林鐵路
太平山森林鐵路，簡稱太平山林鐵，是位於臺灣太平山林場的林業鐵路系統，起自羅東森林鐵路終點土場，以索道及輕便鐵路交替登山，最後在新太平山地區分歧出一系列林場作業支線，將太平山林場產出之林木向外輸送。

## 特色
本鐵路系統與阿里山森林鐵路之最大不同在於它大量依賴索道運輸。
1924年林場開發時，堀田式索道等較具效率的運材技術已經漸成熟，不再需要以登山鐵道進行漫長而無效率的爬高，故本線得以採用索道與輕便軌道交互使用的方式，連結低處的土場與高處的太平山林場。這種鐵道修築技術在台灣首先應用於太平山林場，後來廣為其它林場所使用。雖然索道的使用大大地提高運材效率，但索道的使用也使本路線的客運受到限制，導致伐木結束後難以全線轉型為觀光鐵道，僅茂興線轉型為蹦蹦車局部復駛。

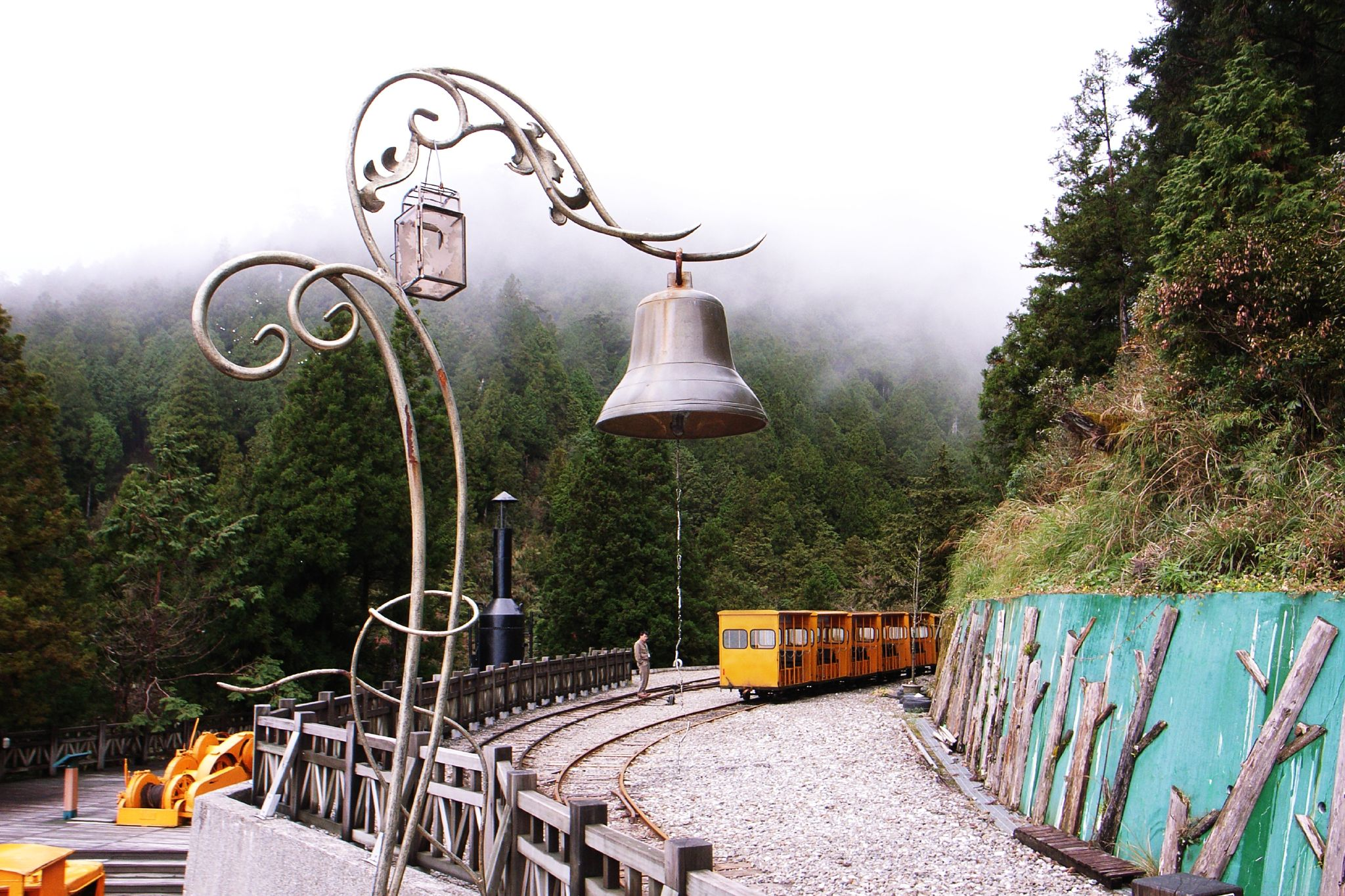
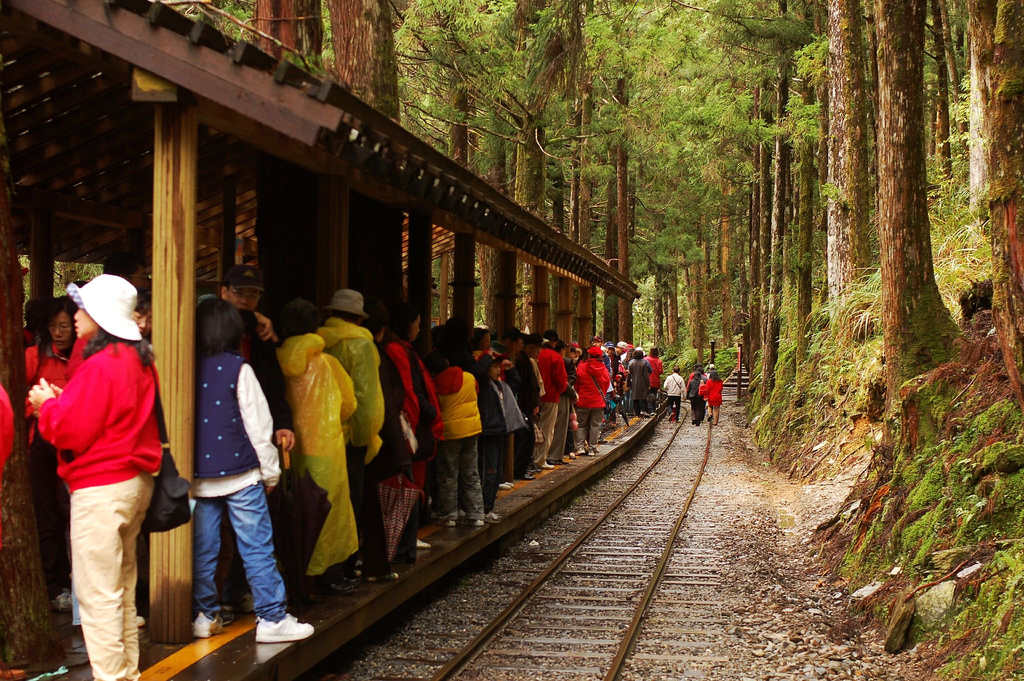
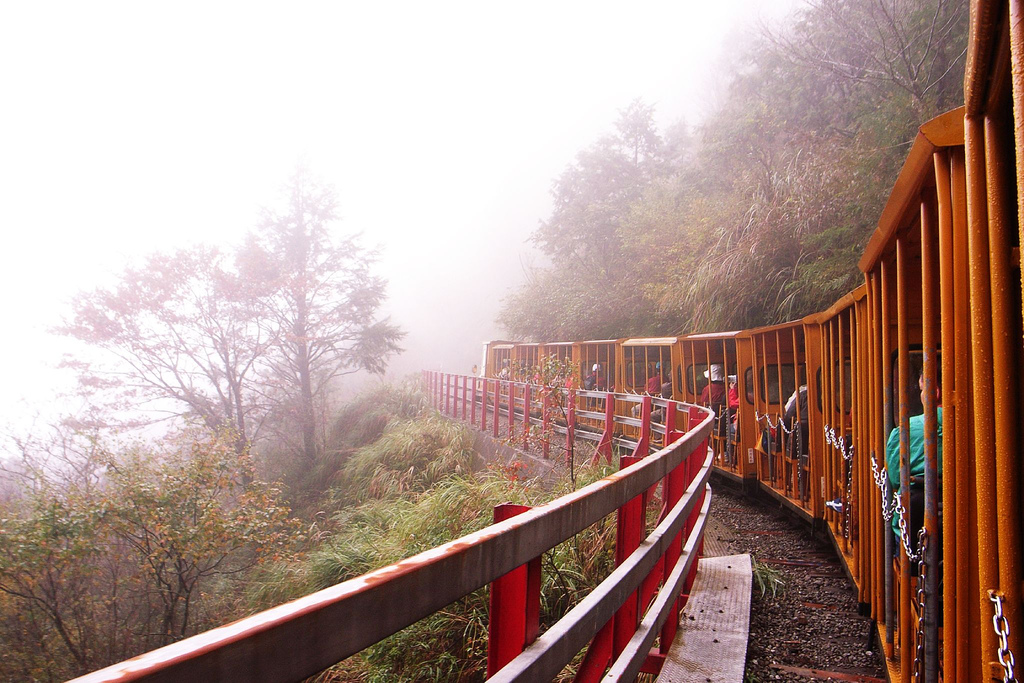
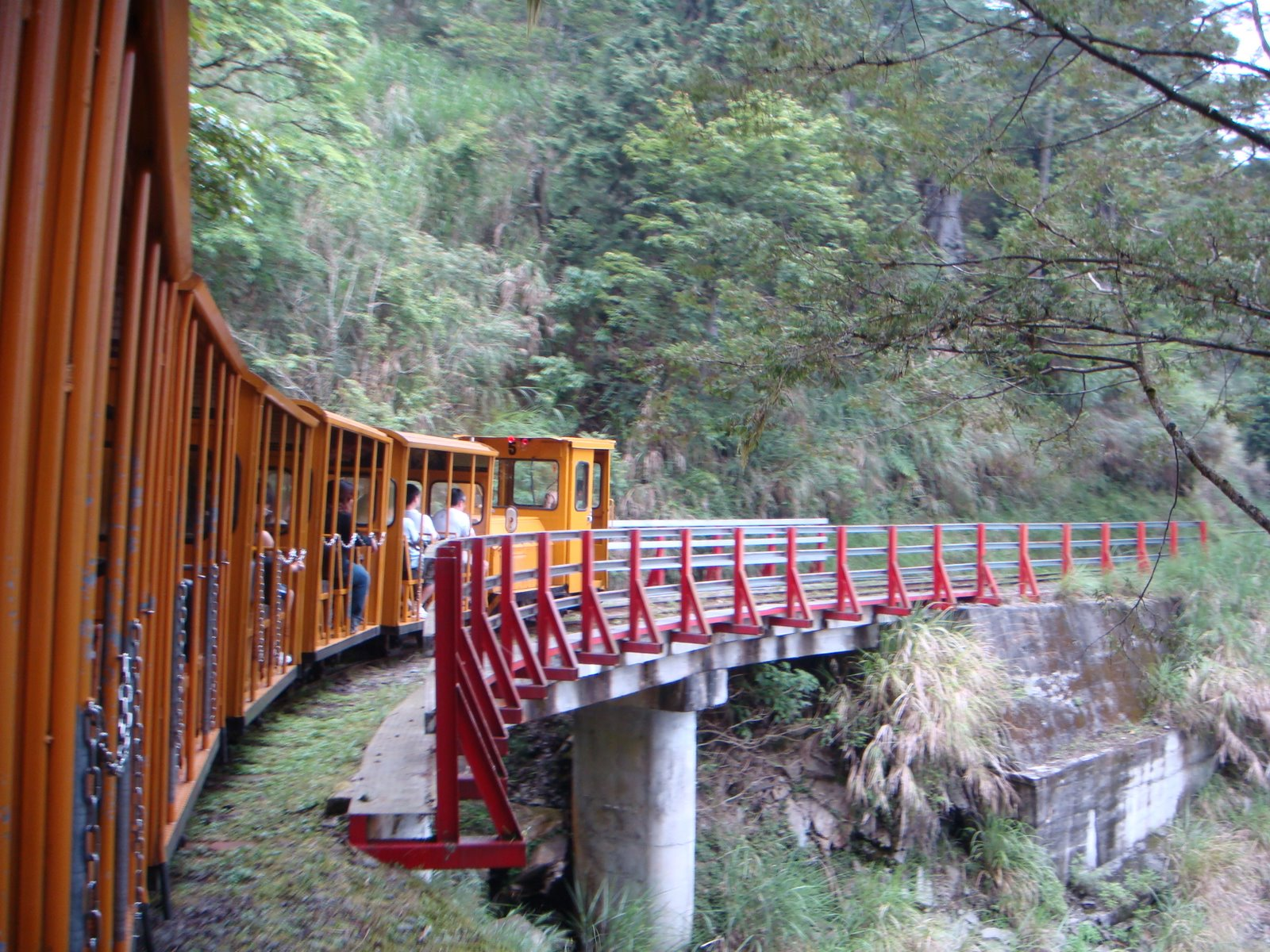
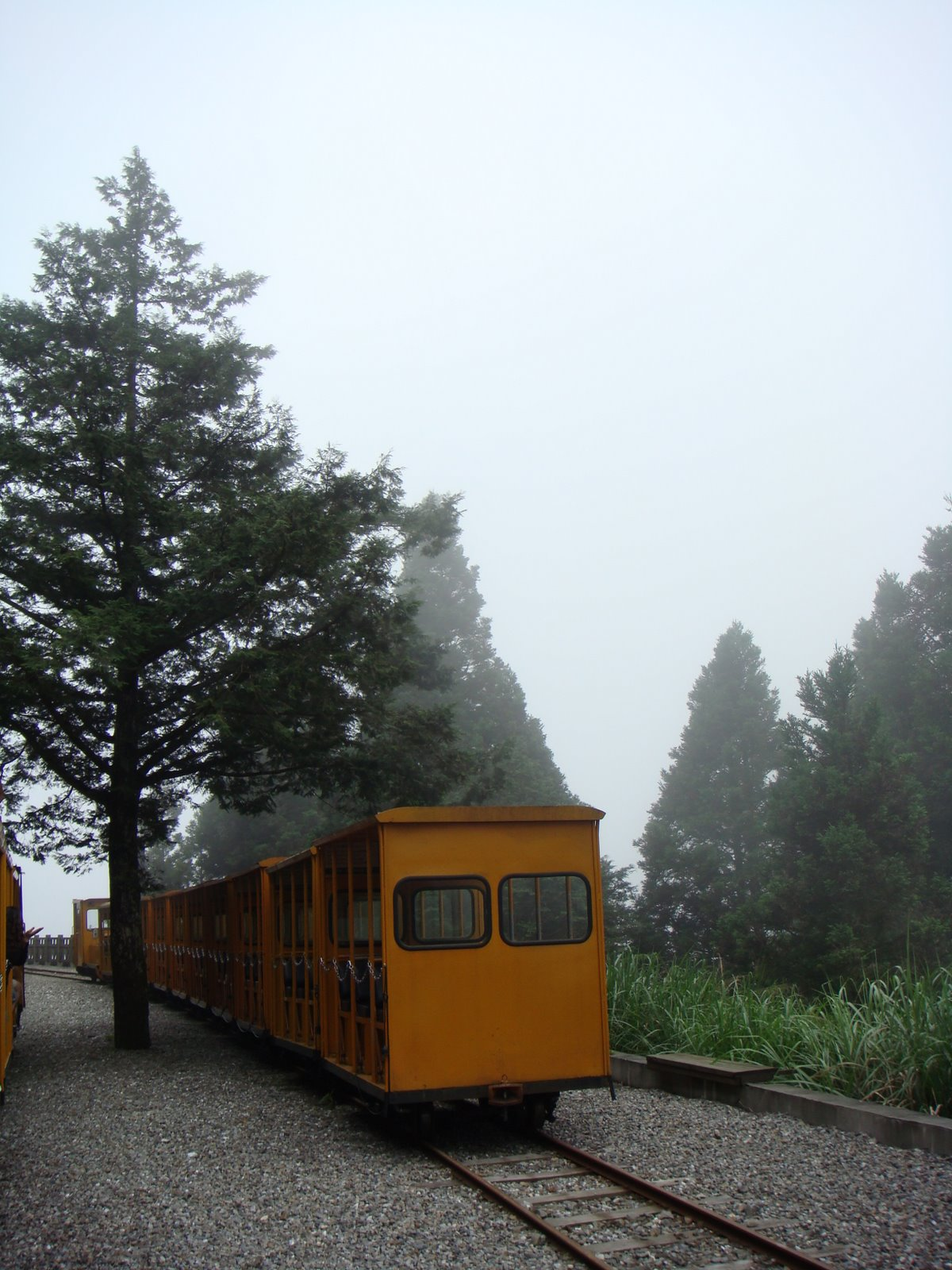
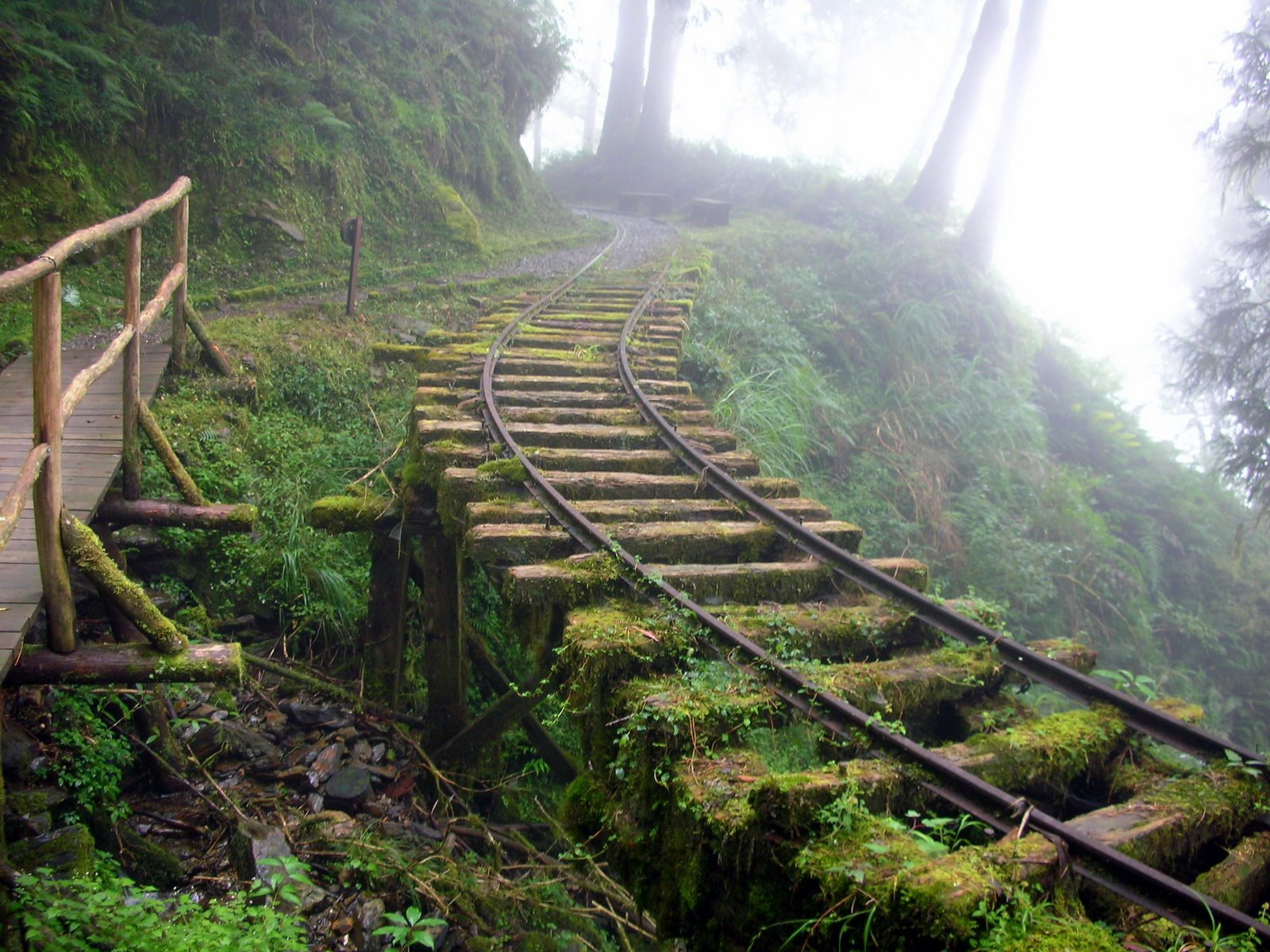
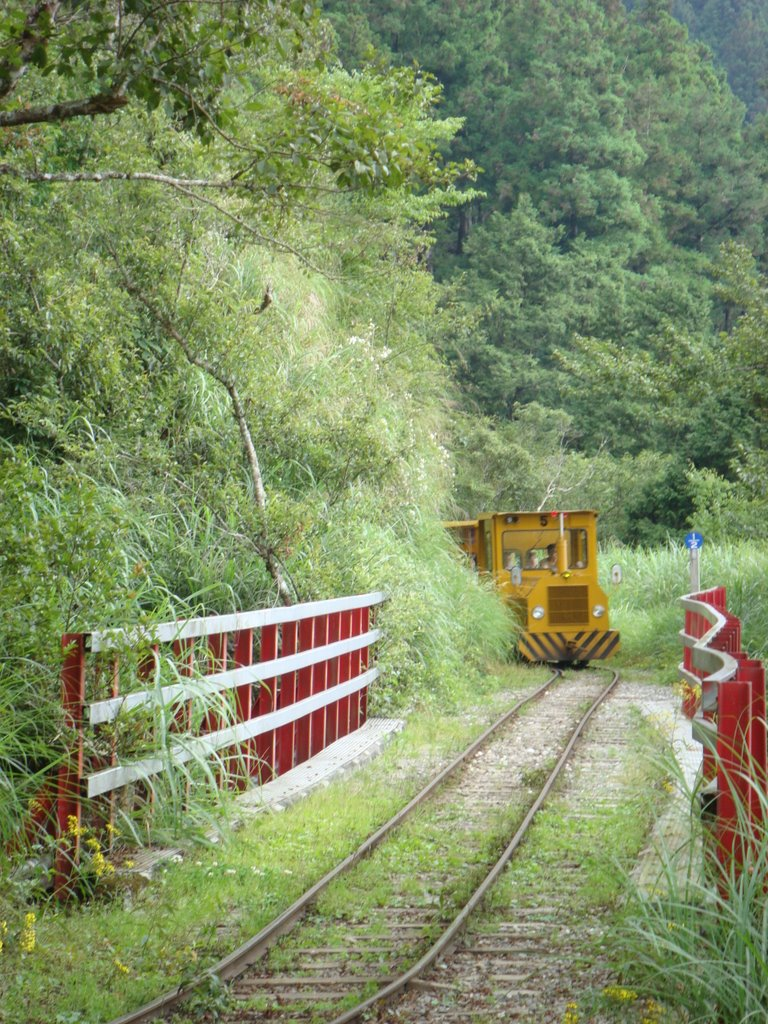

## 起源

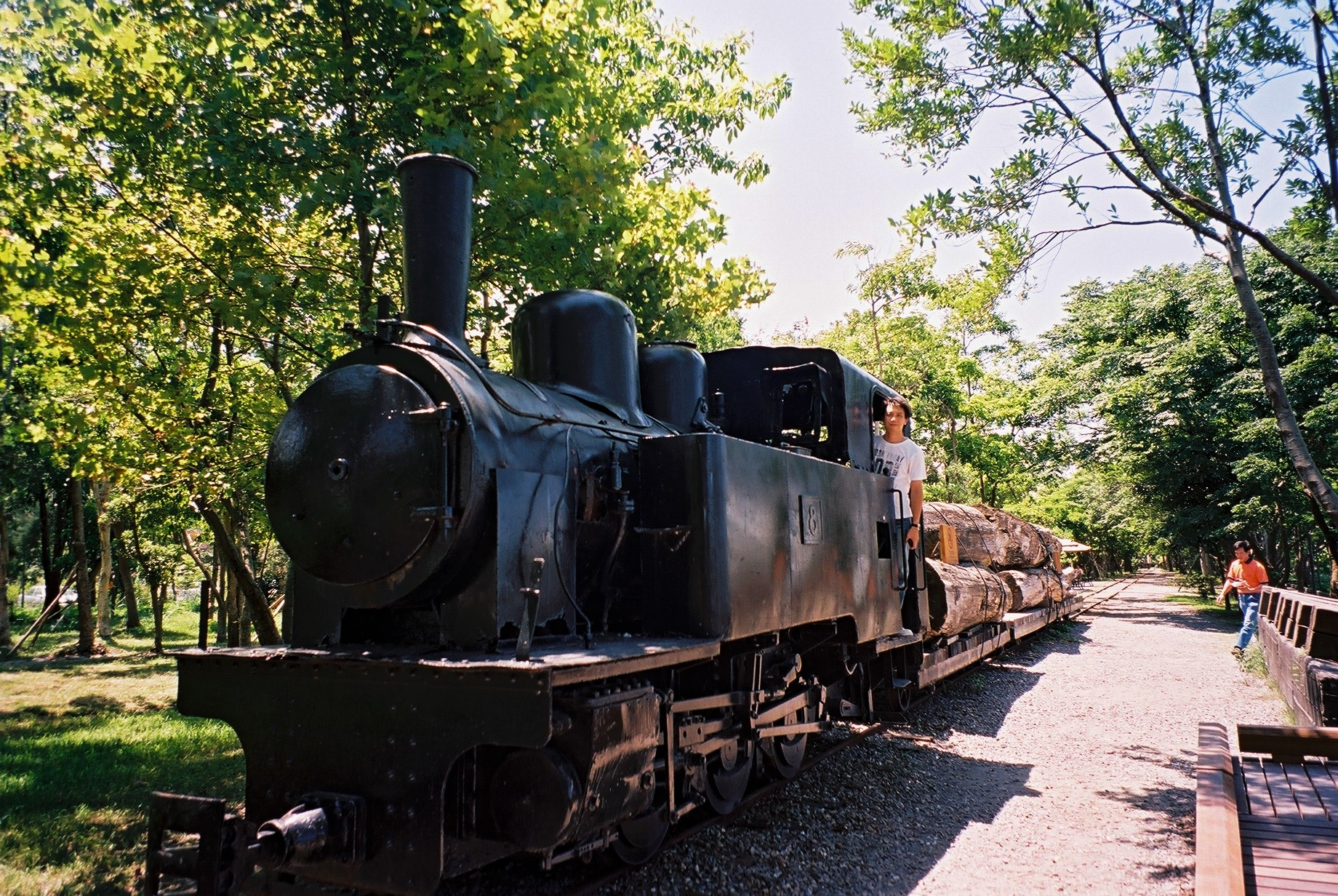
太平山森林鐵路

本森林鐵路乃配合新太平山地區的林木開採而興築，1937年茂興線正式開始運作，1974年之後接收原屬大元山工作站之晴峰線。

### 新太平山
位置相當於現今的太平山國家森林遊樂區，以南湖大山山系及三星山山系為主，是目前一般口語所指稱之太平山林場。1935年（昭和10年；民國24年）仁澤索道、白嶺索道、白系索道完工，隨後於1937年（昭和12年；民國26年）生產中心由舊太平山轉移到新太平山，茂興線開始輸出木材。爾後建立見晴線、三星線等支線。

### 晴峰線
晴峰線原屬大元山工作站管理，將翠峰湖地區採伐的木材向外輸出。它透過大元山工作站所屬的大元山運材軌道系統通往羅東，不需要經過太平山森林鐵路。然而，大元山運材鐵路維護不易，在大元山工作站的產出不斷減少的情形下，1973年（民國62年），翠峰湖地區的大元山運材鐵路晴峰線與太平山森林鐵路三星線於中興崗接軌，建立了兩個運材軌道系統間的直接連接。接軌完成後，大元山工作站隨即於1974年（民國63年）裁撒，翠峰湖一帶劃歸太平山工作站管轄，翠峰湖地區的木材改由外包木材廠商以10輪大卡車經南澳北溪河床的古魯林道路過古魯、寒溪輸出，終點是羅東竹林。

## 路線概述

### 伐木時期
本鐵路系統主包括三部份：
- 起自土場的登山運輸系統，先以仁澤線鐵路至仁澤，經仁澤索道接蘭臺線，再經白嶺索道接白糸線，最後以白糸索道連接太平山線，進入新太平山的範圍。
- 與太平山線相接的三條主要林場內作業用鐵道，即見晴線、茂興線與三星線[5]。見晴線起於上平附近，而後兩者分歧於今日太平山管制站旁。另有一系列作業用支線。
- 部份原屬於大元山工作站的鐵道，在該工作站結束後歸太平山工作站管轄，如翠峰湖畔的晴峰線。
- 見晴線較早結束，故伐木後期的三大作業支線為茂興線、三星線及接收自大元山工作站的晴峰線。

### 伐木結束後

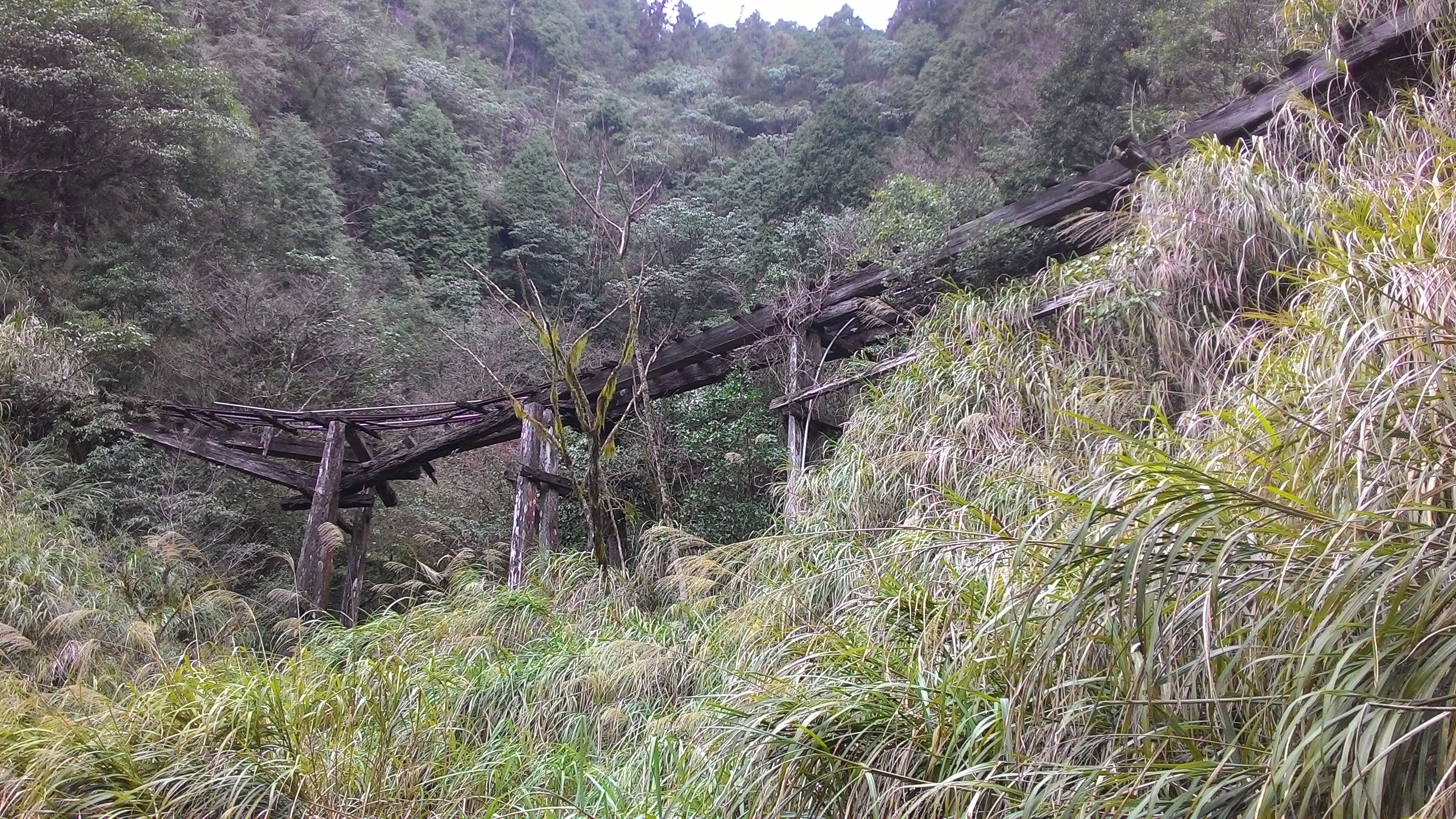
被雜草覆蓋的茂興線。

- 1982年太平山林場正式停產，所有的運材設施皆因而結束了其工作的歲月，但並未完全消失。極具特色的架空索道，到了民國70年代末仍然存在[6]，唯目前多已拆除。
- 今日鄰近太平山管制站的公廁旁，仍可見以被雜草覆蓋的茂興線，從公廁門口一路延伸到今日的蹦蹦車庫旁。2007年，此路段毀於利奇馬颱風[7]。
- 見晴線轉型為見晴自然步道[8]，入口處位於太平山宜專一線22.3公里處。
- 茂興線於1991年著手修復部份路段，轉型為繃繃車鐵道[9]。而後又將繃繃車終點之後的部份路段修復為茂興懷古步道[10]。
- 部份三星線及晴峰線改建為翠峰林道，連接太平山莊與翠峰湖。原為一狹窄林道，經數次拓寬改善後，目前路寬2.8∼3.5 m，每年約有30萬旅次經此往翠峰湖遊覽[11]。
- 晴峰線的殘餘軌道仍可見於翠峰湖畔。部份路段經整建後成為翠峰湖環湖步道的一部份，途中可見整建後的軌道及台車、油庫[12]。
- 原屬大元山工作站的埤ㄚ線則改為山毛櫸國家步道，沿途可以發現往昔使用的水管和蹦蹦車加水閥[13]，並可見少量殘存路軌及轉轍器。

## 鐵路路線、索道表
以下所列所有資料皆為專用線。

### 大元山
軌道設備
| 線名              | 起訖站                                | 里程   | 最大坡度 | 最小半徑 單位：公尺 | 橋樑數（總長） | 隧道數（總長） | 機關車台數 |
| 大元山線/四公里線 | 鞍部索道（大元索道）著點-翠峰索道著點 | 7.86km | 6.3%     | 20                  | 88（570m）     | 1              |            |
| 翠峰線            | 翠峰索道著發點-望洋山腰               | 15.0km | 2.5%     |                     | 97（570m）     | 0              |            |
| 晴峰線            | 晴峰索道著點-中興崗                   | 15.1km | 2.0%     |                     | 125            | 0              |            |
| 埤ㄚ線            | 埤ㄚ索道著點                          |        |          |                     |                |                |            |

索道設備
| 索道名      | 起訖站                            | 斜距 單位：公尺 | 平距 單位：公尺 | 仰角 | 高低差 單位：公尺 |
| 古魯/大元   | 古魯-中間                         | 737             | 657             |      | 343               |
| 鞍部/暗霧   | 中間-索道著點                     | 467             | 420             |      | 210               |
| 翠峰/七號坑 | 索道著點（大元）-索道著點（翠峰） | 767             | 701             |      | 343               |
| 晴峰        | 索道著點（翠峰）-索道著點（晴峰） | 878             | 757             |      | 333               |
| 埤ㄚ/翠峰湖 | 翠峰湖-索道著點                   |                 |                 |      |                   |

### 舊太平山
按：舊太平山早已開採完畢，所留資料不多。

### 新太平山
軌道設備
| 線名           | 起訖站                | 里程   | 最大坡度 | 最小半徑 單位：公尺 | 橋樑數（總長） | 隧道數（總長） | 機關車台數 |
| 仁澤線 /鳩澤線 | 土場-仁澤             | 4.53km | 3%       | 15                  | 63（1665m）    | 2（62m）       | 3臺        |
| 蘭臺線         | 中間-蘭臺             | 3.92km | 2%       | 15                  | 62（1635m）    | 1（47m）       | 3臺        |
| 白糸線         | 白嶺-白糸             | 3.20km | 2.5%     | 15                  | 16（480m）     | 0（0m）        | 3臺        |
| 太平山線       | 上平-太平山           | 1.60km | 2.5%     | 15                  | 16（480m）     | 0（0m）        | 4臺        |
| 三星線         | 太平山分歧點-路尾     | 15.3km | 2.5%     | 15                  | 16（480m）     | 0（0m）        | 4臺        |
| 茂興線         | 太平山分歧點-終點     | 20.9km | 2.5%     | ?                   | 42             | 0（0m）        | 3臺        |
| 見晴線         | 分岐點 - 終點         | 5.60km | 2%       | 15                  | 62（1635m）    | 0（0m）        | ?臺        |
| 獨立山線       | 獨立山索道 - 終點     | 4.3km  | --       | ?                   | 60             | 0（0m）        | ?臺        |
| 南峰前線       | 獨立山線分岐點 - 終點 | 2.9km  | --       | ?                   | 20             | 0（0m）        | ?臺        |
| 南峰後線       |                       | ?km    |          | ?                   | ?              | ?              | ?臺        |
| 三星支線       |                       | 1.41km |          | ?                   | ?              | ?              | ?臺        |
| 茂興支線       |                       | 1.41km |          | ?                   | ?              | ?              | ?臺        |

索道設備
| 索道名 | 起訖站    | 斜距 單位：公尺 | 平距 單位：公尺 | 仰角   | 高低差 單位：公尺 | 建造年代 |
| 仁澤   | 仁澤-中間 | 950             | 845             | 22.0度 | 356               | 1935年   |
| 白嶺   | 蘭臺-白嶺 | 1107            | 988             | 25.0度 | 468               | 1935年   |
| 白糸   | 白糸-上平 | 946             | 837             | 26.5度 | 424               | 1935年   |

### 書籍
- 《太平山開發史》林清池/著ISBN 9579910502
- 《台灣鐵道傳奇》洪致文/著ISBN 9571305081

### 網站
- 太平山伐木歲月
- 林業鐵路 - 太平山蹦蹦車 - 山林悠遊網（页面存档备份，存于）